# Chiesa di San Costantino (Siamaggiore)
La chiesa di San Costantino è un edificio religioso situato a Siamaggiore, centro abitato della Sardegna centrale. Consacrata al culto cattolico è sede dell'omonima parrocchia e fa parte dell'arcidiocesi di Oristano.
La chiesa risale al XVIII secolo.